# Gnjili Potok
Gnjili Potok (cyr. Гњили Поток) – wieś w Czarnogórze, w gminie Andrijevica. W 2011 roku liczyła 87 mieszkańców.